# كأس فرنسا 1977–78
كأس فرنسا 1977–78 (بالفرنسية: Coupe de France de football 1977-1978)‏ هو الموسم 61 من كأس فرنسا. أشرف على تنظيمه اتحاد فرنسا لكرة القدم، وفاز فيه نادي نانسي.